# Абдулкадыров, Ярикбай Шоматович
Ярикбай Шоматович Абдулкадыров, другой вариант имени — Ярыкбай (25 января 1901, Кизлярский уезд, Терская область — 1988 год, Червлённые буруны, Дагестанская АССР)  — колхозник, старший чабан племенного овцеводческого совхоза «Червлённые Буруны» Министерства совхозов СССР, Караногайского района Грозненской области. Герой Социалистического Труда (1949).

## Биография
Родился в 1901 году в семье ногайских крестьян на территории Ногайской степи в Терской области. С раннего детства занимался батрачеством, обошёл ногайскую степь вдоль и поперёк. Получил начальное образование. С конца 20-х годов работал чабаном в совхозе Червлённые Буруны в Караногайском районе. В 1943 году был назначен старшим чабаном. Одним из первых в Дагестане применил метод кошарно-базового содержания отары. Участвовал в создании грозненской тонкорунной породы, которая была утверждена в 1951 году.
В 1948 году после сложных зимних условий сохранил поголовье отары и получил в среднем по 127 ягнят на 100 овцематок. В этом же году настриг с каждой овцы в среднем по 7,2 килограмм шерсти. За эти трудовые достижения был награждён Орденом Ленина. В 1949 году удостоен звания Героя Социалистического Труда «за получение высокой продуктивности животноводства в 1948 году при выполнении совхозом плана сдачи государству продуктов животноводства и полеводства и выполнении государственного плана развития животноводства по всем видам скота».
Ежегодно показывал выдающиеся трудовые достижения в овцеводстве. В 1959 году обслуживал отару численностью в 700 голов. В этом году получил в среднем по 132 ягнёнка на 100 овцематок и настриг шерсти в среднем по 8,3 килограмм. В 1960 году получил 128 ягнёнка на 100 овцематок и по 11 килограмм шерсти.
В 1961 году вышел на пенсию. До самой смерти продолжал заниматься овцеводством. Умер в 1988 году.

## Награды
- Герой Социалистического Труда — указом Президиума Верховного Совета СССР от 9 октября 1949 года
- Орден Ленина — дважды (27.07.1948; 1949)
- Орден Трудового Красного Знамени (3.12.1951)
- Лучший чабан Дагестана[2]